# 1998-as labdarúgó-világbajnokság-selejtező (UEFA – 5. csoport)
Az 1998-as labdarúgó-világbajnokság európai 5. selejtezőcsoportjának mérkőzéseit, és a csoport végeredményét tartalmazó lapja. A csoportban körmérkőzéses, oda-visszavágós rendszerben játszottak egymással a labdarúgó-válogatottak. A csoportelső automatikus résztvevője lett az 1998-as labdarúgó-világbajnokságnak.
A csoportban Bulgária, Ciprus, Izrael, Luxemburg és Oroszország szerepelt.
Bulgária végzett az első helyen és kijutott az 1998-as világbajnokságra, a második helyet pedig Oroszország szerezte meg és pótselejtezőt játszhatott.

## Tabella
| Hely. | Csapat      | M | Gy | D | V | G+ | G– | Gk  | P  | Továbbjutás                          |     | Bulgária | Oroszország | Izrael | Ciprusi Köztársaság | Luxemburg |
| ----- | ----------- | - | -- | - | - | -- | -- | --- | -- | ------------------------------------ | --- | -------- | ----------- | ------ | ------------------- | --------- |
| 1.    | Bulgária    | 8 | 6  | 0 | 2 | 18 | 9  | +9  | 18 | Kijutott az 1998-as világbajnokságra |     | —        | 1–0         | 1–0    | 4–1                 | 4–0       |
| 2.    | Oroszország | 8 | 5  | 2 | 1 | 19 | 5  | +14 | 17 | Továbbjutott a második fordulóba     |     | 4–2      | —           | 2–0    | 4–0                 | 3–0       |
| 3.    | Izrael      | 8 | 4  | 1 | 3 | 9  | 7  | +2  | 13 |                                      |     | 2–1      | 1–1         | —      | 2–0                 | 1–0       |
| 4.    | Ciprus      | 8 | 3  | 1 | 4 | 10 | 15 | −5  | 10 |                                      | 1–3 | 1–1      | 2–0         | —      | 2–0                 |           |
| 5.    | Luxemburg   | 8 | 0  | 0 | 8 | 2  | 22 | −20 | 0  |                                      | 1–2 | 0–4      | 0–3         | 1–3    | —                   |           |

## Mérkőzések
| 1996. szeptember 1. 18:00 UTC+3 |

| Izrael                          | 2–1         | Bulgária              |
| ------------------------------- | ----------- | --------------------- |
| Harazi 34' Banin 62' (11-esből) | Jegyzőkönyv | Balakov 3' (11-esből) |

| Ramat Gan Stadion, Ramat Gan Nézőszám: 13,200 Játékvezető: Alfredo Trentalange (olasz) |

| 1996. szeptember 1. 19:00 UTC+3 |

| Oroszország                                   | 4–0         | Ciprus |
| --------------------------------------------- | ----------- | ------ |
| Nyikiforov 8' Kolivanov 34' Beszcsasztnih 81' | Jegyzőkönyv |        |

| Dinamo stadion, Moszkva Nézőszám: 8,500 Játékvezető: Karl-Erik Nilsson (svéd) |

| 1996. október 8. 20:00 UTC+2 |

| Luxemburg   | 1–2         | Bulgária                               |
| ----------- | ----------- | -------------------------------------- |
| Langers 20' | Jegyzőkönyv | Balakov 14' (11-esből) Kosztadinov 37' |

| Stade Josy Barthel, Luxembourg Nézőszám: 3,775 Játékvezető: Yevi Kollari (albán) |

| 1996. október 9. 18:00 UTC+3 |

| Izrael     | 1–1         | Oroszország   |
| ---------- | ----------- | ------------- |
| Brumer 65' | Jegyzőkönyv | Kolivanov 82' |

| Ramat Gan Stadion, Ramat Gan Nézőszám: 32,000 Játékvezető: Marc Batta (francia) |

| 1996. november 10. 17:00 UTC+1 |

| Luxemburg | 0–4         | Oroszország                                                 |
| --------- | ----------- | ----------------------------------------------------------- |
|           | Jegyzőkönyv | Tyihonov 34' Kancselszkisz 38' Beszcsasztnih 50' Karpin 77' |

| Stade Josy Barthel, Luxembourg Nézőszám: 5,660 Játékvezető: Juha Hirviniemi (finn) |

| 1996. november 10. 18:00 UTC+2 |

| Ciprus   | 2–0         | Izrael |
| -------- | ----------- | ------ |
| Gogić 9' | Jegyzőkönyv |        |

| Tszírio stadion, Limassol Nézőszám: 10,500 Játékvezető: Gheorghe Constantin (román) |

| 1996. december 14. 16:00 UTC+2 |

| Ciprus     | 1–3         | Bulgária                              |
| ---------- | ----------- | ------------------------------------- |
| Pítasz 29' | Jegyzőkönyv | Kosztadinov 23' Balakov 34' Iliev 70' |

| Tszírio stadion, Limassol Nézőszám: 6,500 Játékvezető: John Rowbotham (skót) |

| 1996. december 15. 18:00 UTC+2 |

| Izrael    | 1–0         | Luxemburg |
| --------- | ----------- | --------- |
| Ohana 39' | Jegyzőkönyv |           |

| Ramat Gan Stadion, Ramat Gan Nézőszám: 24,400 Játékvezető: John Ashman (walesi) |

| 1997. március 29. 18:30 UTC+2 |

| Ciprus    | 1–1         | Oroszország      |
| --------- | ----------- | ---------------- |
| Gogić 31' | Jegyzőkönyv | Szimutyenkov 32' |

| Dimotiko, Paralimni Nézőszám: 3,199 Játékvezető: Juan Ansuátegui Roca (spanyol) |

| 1997. március 31. 17:00 UTC+2 |

| Luxemburg | 0–3         | Izrael                         |
| --------- | ----------- | ------------------------------ |
|           | Jegyzőkönyv | Zohar 11' Banin 56' (11-esből) |

| Stade Josy Barthel, Luxembourg Nézőszám: 6,607 Játékvezető: René Temmink (holland) |

| 1997. április 2. 18:00 UTC+3 |

| Bulgária                                  | 4–1         | Ciprus    |
| ----------------------------------------- | ----------- | --------- |
| Borimirov 2' Kosztadinov 35' Jordanov 66' | Jegyzőkönyv | Okász 62' |

| Vaszil Levszki Nemzeti Stadion, Szófia Nézőszám: 33,000 Játékvezető: Serge Muhmenthaler (svájci) |

| 1997. április 30. 19:00 UTC+3 |

| Oroszország                              | 3–0         | Luxemburg |
| ---------------------------------------- | ----------- | --------- |
| Kecsinov 20' Grisin 55' Szimutyenkov 58' | Jegyzőkönyv |           |

| Gyinamo stadion, Moszkva Nézőszám: 9,200 Játékvezető: John Rowbotham (skót) |

| 1997. április 30. 18:00 UTC+3 |

| Izrael   | 2–0         | Ciprus |
| -------- | ----------- | ------ |
| Ohana 3' | Jegyzőkönyv |        |

| Ramat Gan Stadion, Ramat Gan Nézőszám: 32,000 Játékvezető: Vaszil Melnicsuk (ukrán) |

| 1997. június 8. 20:00 UTC+3 |

| Bulgária                                                                     | 4–0         | Luxemburg |
| ---------------------------------------------------------------------------- | ----------- | --------- |
| Sztoicskov 43' (11-esből) Kosztadinov 47' Balakov 50' (11-esből) Lecskov 81' | Jegyzőkönyv |           |

| Neftocsimik stadion, Burgasz Nézőszám: 19,000 Játékvezető: Lucílio Batista (portugál) |

| 1997. június 8. 19:00 UTC+3 |

| Oroszország                | 2–0         | Izrael |
| -------------------------- | ----------- | ------ |
| Ragyimov 8' Koszolapov 38' | Jegyzőkönyv |        |

| Gyinamo stadion, Moszkva Nézőszám: 22,000 Játékvezető: Gerd Grabher (osztrák) |

| 1997. augusztus 20. 20:00 UTC+3 |

| Bulgária  | 1–0         | Izrael |
| --------- | ----------- | ------ |
| Penev 65' | Jegyzőkönyv |        |

| Vaszil Levszki Nemzeti Stadion, Szófia Nézőszám: 32,000 Játékvezető: Piller Sándor (magyar) |

| 1997. szeptember 7. 17:00 UTC+2 |

| Luxemburg  | 1–3         | Ciprus                    |
| ---------- | ----------- | ------------------------- |
| Amodio 14' | Jegyzőkönyv | Papavaszilíu 6' Jánnu 55' |

| Stade Josy Barthel, Luxembourg Nézőszám: 3,022 Játékvezető: Gylfi Thór Orrason (izlandi) |

| 1997. szeptember 10. 19:30 UTC+3 |

| Bulgária   | 1–0         | Oroszország |
| ---------- | ----------- | ----------- |
| Ivanov 55' | Jegyzőkönyv |             |

| Vaszil Levszki Nemzeti Stadion, Szófia Nézőszám: 55,000 Játékvezető: Václav Krondl (cseh) |

| 1997. október 11. 19:00 UTC+3 |

| Oroszország                                | 4–2         | Bulgária                  |
| ------------------------------------------ | ----------- | ------------------------- |
| Alenyicsev 13' 57' Kolivanov 41' Juran 52' | Jegyzőkönyv | Gruev 68' Kosztadinov 78' |

| Luzsnyiki Stadion, Moszkva Nézőszám: 19,000 Játékvezető: Pierluigi Pairetto (olasz) |

| 1997. október 11. 19:00 UTC+3 |

| Ciprus                         | 2–0         | Luxemburg |
| ------------------------------ | ----------- | --------- |
| Papavaszilíu 79' Spoljaric 85' | Jegyzőkönyv |           |

| Tszírio stadion, Limassol Nézőszám: 4,000 Játékvezető: Bujar Pregja (albán) |

## Góllövőlista
| 6 gólos - Emil Kosztadinov 4 gólos - Kraszimir Balakov 3 gólos - Siniša Gogić - Eli Ohana - Igor Kolivanov 2 gólos - Jánnosz Jánnu - Nikódimosz Papavaszilíu - Tal Banin - Itzik Zohar - Dmitrij Alenyicsev - Vlagyimir Beszcsasztnih - Jurij Nyikiforov - Igor Szimutyenkov | 1 gólos - Daniel Borimirov - Ilija Gruev - Ilian Iliev - Trifon Ivanov - Jordan Lecskov - Ljuboszlav Penev - Hriszto Sztoicskov - Ivajlo Jordanov - Joánisz Okász - Pámbosz Pítasz - Milenko Špoljarić - Gadi Brumer - Ronen Harazi - Paolo Amodio - Robby Langers - Szergej Grisin - Andrej Kancselszkisz - Valerij Karpin - Valerij Kecsinov - Alekszej Koszolapov - Vlagyiszlav Ragyimov - Andrej Tyihonov - Szergej Juran |